# Podmelnica
Podmelnica is een plaats in de gemeente Slunj in de Kroatische provincie Karlovac. De plaats telt 238 inwoners (2001).